# Liga Regional Sanlorencina de Fútbol
La Liga Regional Sanlorencina de Fútbol (cuyas siglas son LRSF) es una de las Ligas regionales de fútbol en Argentina y es una entidad que aglutina y organiza la práctica deportiva del fútbol oficial en el departamento de San Lorenzo y alrededores.

## Historia
Tiene sede en calle 3 de Febrero 550 en la ciudad de San Lorenzo y en la actualidad es presidida por Gabriel Nuñez.

## Equipos afiliados
| Asociación Civil Escuela de Futbol San Fernando | Granadero Baigorria       | -    | Santa Fe\|- | Asociación Deportiva Biblioteca Barrio Quinta | Capitán Bermúdez | 1987 | Santa Fe |
| Club Atlético Defensores de Villa Cassini       | Capitán Bermúdez          | 1943 | Santa Fe    |                                               |                  |      |          |
| Club Defensores de Santa Catalina               | Capitán Bermúdez          | 1973 | Santa Fe    |                                               |                  |      |          |
| Asociación Civil Fray Luis Beltrán Fútbol Club  | Fray Luis Beltrán         | 1993 | Santa Fe    |                                               |                  |      |          |
| Unión Vecinal y Deportiva Sargento Cabral       | Fray Luis Beltrán         | 1979 | Santa Fe    |                                               |                  |      |          |
| Club Social y Deportivo Ibarlucea               | Ibarlucea                 | 2004 | Santa Fe    |                                               |                  |      |          |
| Club Atlético y Recreativo General San Martin   | Puerto General San Martín | 1915 | Santa Fe    |                                               |                  |      |          |
| Puerto San Martín Fútbol Social y Deportivo     | Puerto General San Martín | 2013 | Santa Fe    |                                               |                  |      |          |
| Asociación Civil Racing Academia Fútbol Club    | San Lorenzo               | 2024 | Santa Fe    |                                               |                  |      |          |
| Escuela de Fútbol Municipal San Lorenzo         | San Lorenzo               | 1997 | Santa Fe    |                                               |                  |      |          |
| Club Atlético Colón                             | San Lorenzo               | 1947 | Santa Fe    |                                               |                  |      |          |
| Club Defensores de Villa Felisa                 | San Lorenzo               | 1984 | Santa Fe    |                                               |                  |      |          |
| Club Combate de San Lorenzo                     | San Lorenzo               | -    | Santa Fe    |                                               |                  |      |          |

## Campeones por año
| Temporada | Apertura                                        | Clausura                                        |
| --------- | ----------------------------------------------- | ----------------------------------------------- |
| 1952      | Granaderos Fray Luis Beltrán                    | Granaderos Fray Luis Beltrán                    |
| 1953      | PGSM                                            | PGSM                                            |
| 1954      | CABJ de Serodino                                | CABJ de Serodino                                |
| 1955      | CABJ de Serodino                                | CABJ de Serodino                                |
| 1956      | PGSM                                            | PGSM                                            |
| 1957      | PGSM                                            | PGSM                                            |
| 1958      | Almafuerte Barrancas                            | Almafuerte Barrancas                            |
| 1959      | Timbuense                                       | Timbuense                                       |
| 1960      | Timbuense                                       | Timbuense                                       |
| 1961      | Timbuense                                       | Timbuense                                       |
| 1962      | Club Atlético Colón de San Lorenzo              | Club Atlético Colón de San Lorenzo              |
| 1963      | Club Atlético Colón de San Lorenzo              | Club Atlético Colón de San Lorenzo              |
| 1964      | Club Atlético Colón de San Lorenzo              | Club Atlético Colón de San Lorenzo              |
| 1965      | Belgrano (Oliveros)                             | Belgrano (Oliveros)                             |
| 1966      | Club Atlético Colón de San Lorenzo              | Club Atlético Colón de San Lorenzo              |
| 1967      | Club Atlético Colón de San Lorenzo              | Club Atlético Colón de San Lorenzo              |
| 1968      | CABJ de Serodino                                | CABJ de Serodino                                |
| 1969      | CABJ de Serodino                                | CABJ de Serodino                                |
| 1970      | Belgrano (Oliveros)                             | Belgrano (Oliveros)                             |
| 1971      | CABJ de Serodino                                | CABJ de Serodino                                |
| 1972      | PGSM                                            | PGSM                                            |
| 1973      | Club Maciel                                     | Club Maciel                                     |
| 1974      | Club Maciel                                     | Club Maciel                                     |
| 1975      | Club Maciel                                     | Club Maciel                                     |
| 1976      | Club Maciel                                     | Club Maciel                                     |
| 1977      | CABJ de Serodino                                | CABJ de Serodino                                |
| 1978      | Club Atlético Alba Argentina                    | Club Atlético Alba Argentina                    |
| 1979      | PGSM                                            | PGSM                                            |
| 1980      | CARJU (Barrancas)                               | CARJU (Barrancas)                               |
| 1981      | CABJ de Serodino                                | CABJ de Serodino                                |
| 1982      | CABJ de Serodino                                | CABJ de Serodino                                |
| 1983      | PGSM                                            | PGSM                                            |
| 1984      | Sporting Club Fray Luis Beltrán                 | Sporting Club Fray Luis Beltrán                 |
| 1985      | Sporting Club Fray Luis Beltrán                 | Sporting Club Fray Luis Beltrán                 |
| 1986      | CABJ de Serodino                                | CABJ de Serodino                                |
| 1987      | Autopeña San Lorenzo                            | Autopeña San Lorenzo                            |
| 1988      | Timbuense                                       | Timbuense                                       |
| 1989      | Timbuense                                       | Timbuense                                       |
| 1990      | CABJ de Serodino                                | CABJ de Serodino                                |
| 1991      | PGSM                                            | PGSM                                            |
| 1992      | Club Atlético Def. de Villa Cassini             | Club Atlético Def. de Villa Cassini             |
| 1993      | Club Atlético Alba Argentina                    | Club Atlético Alba Argentina                    |
| 1994      | Club Atlético Alba Argentina                    | Club Atlético Alba Argentina                    |
| 1995      | Club Atlético Alba Argentina                    | Club Atlético Alba Argentina                    |
| 1996      | Unión de Irigoyen                               | Unión de Irigoyen                               |
| 1997      | Asociación Deportiva y Biblioteca Barrio Quinta | Asociación Deportiva y Biblioteca Barrio Quinta |
| 1998      | Club Atlético Defensores de Villa Felisa        | Club Atlético Defensores de Villa Felisa        |
| 1999      | Club Defensores de Santa Catalina               | Club Defensores de Santa Catalina               |
| 2000      | Club Defensores Remedios de Escalada            | Club Defensores Remedios de Escalada            |
| 2001      | Club Maciel                                     | Club Maciel                                     |
| 2002      | Club Atlético Alba Argentina                    | Club Atlético Alba Argentina                    |
| 2003      | Belgrano (Oliveros)                             | Belgrano (Oliveros)                             |
| 2004      | Belgrano (Oliveros)                             | Belgrano (Oliveros)                             |
| 2005      | Asociación Deportiva y Biblioteca Barrio Quinta | Asociación Deportiva y Biblioteca Barrio Quinta |
| 2006      | Suspendido                                      | Suspendido                                      |
| 2007      | Club Atlético Colón de San Lorenzo              | Club Atlético Colón de San Lorenzo              |
| 2008      | Club Atlético Defensores de Villa Cassini       | Club Atlético Defensores de Villa Cassini       |
| 2009      | Belgrano (Oliveros)                             | Club Maciel                                     |
| 2010      | Club Maciel                                     | Club Defensores de Santa Catalina               |
| 2011      | Club Atlético Alba Argentina                    | Belgrano (Oliveros)                             |
| 2012      | Club Maciel                                     | Club Maciel                                     |
| 2013      | Club Maciel                                     | Club Maciel                                     |
| 2014      | Club Atlético Alba Argentina                    | Club Atlético Alba Argentina                    |
| 2015      | Club Atlético Colón de San Lorenzo              | Club Atlético Colón de San Lorenzo              |
| 2016      | Beltrán FC                                      | Beltrán FC                                      |
| 2017      | PSM Fútbol                                      | PSM Fútbol                                      |
| 2018      | Beltrán FC                                      | Beltrán FC                                      |
| 2019      | PSM Fútbol                                      | PSM Fútbol                                      |
| 2020      | Suspendido por Pandemia de COVID-19             | Suspendido por Pandemia de COVID-19             |
| 2021      | Club Atlético Defensores de Villa Cassini       | Club Atlético Defensores de Villa Cassini       |
| 2022      | Club Atlético Defensores de Villa Cassini       | Club Atlético Defensores de Villa Cassini       |
| 2023      | Club Atlético Defensores de Villa Cassini       | Club Atlético Defensores de Villa Cassini       |
| 2024      | Club Atlético Defensores de Villa Cassini       | Club Atlético Defensores de Villa Cassini       |

## Palmarés
En la siguiente tabla se muestran todos los clubes que han ganado la Liga Regional Sanlorencina de fútbol. Aparecen ordenados por número de títulos conquistados.
| Equipo                                                 | Títulos | Último campeonato |  |
| ------------------------------------------------------ | ------- | ----------------- |  |
| CABJ de Serodino                                       | 10      | 1990              |  |
| Club Maciel                                            | 9       | 2013              |  |
| PGSM                                                   | 7       | 1991              |  |
| Club Atlético Colón de San Lorenzo                     | 7       | 2015              |  |
| Club Atlético Alba Argentina                           | 7       | 2014              |  |
| Club Atlético Def. de Villa Cassini                    | 6       | 2024              |  |
| Belgrano (Oliveros)                                    | 6       | 2011              |  |
| Timbuense                                              | 5       | 1989              |  |
| Asociación Deportiva y Biblioteca Barrio Quinta        | 2       | 2005              |  |
| Sporting Club Fray Luis Beltrán                        | 2       | 1985              |  |
| Club Defensores de Santa Catalina                      | 2       | 2010              |  |
| Beltrán FC                                             | 2       | 2018              |  |
| PSM Fútbol                                             | 2       | 2019              |  |
| Granaderos Fray Luis Beltrán                           | 1       | 1952              |  |
| CARJU (Barrancas)                                      | 1       | 1980              |  |
| Club Autopeña Combate de San Lorenzo                   | 1       | 1987              |  |
| Club Sportivo Almafuerte (Barrancas)                   | 1       | 1958              |  |
| Club Unión Deportiva y Cultural (Bernardo de Irigoyen) | 1       | 1996              |  |
| Club Atlético Defensores de Villa Felisa               | 1       | 1998              |  |
| Club Defensores Remedios de Escalada                   | 1       | 2000              |  |

- Datos: Q62798789